# Dorsay
Cet article possède un paronyme, voir Dorsey.
Pour le personnage de fiction, voir Étienne Dorsay.

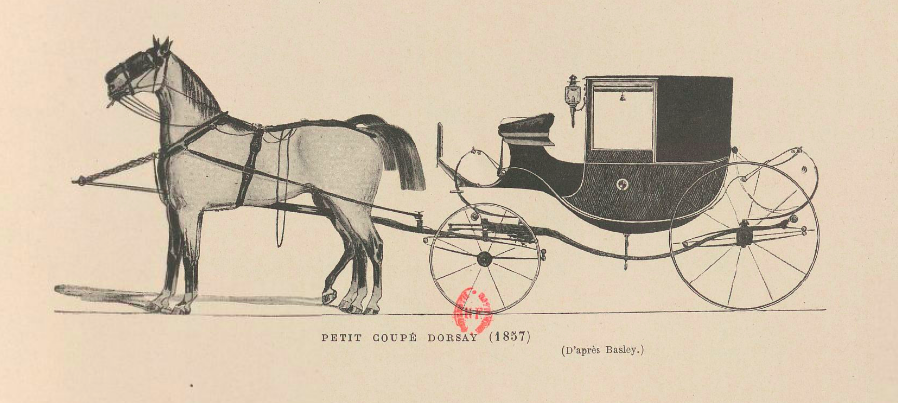
Petit Coupé Dorsay (1857).

Le dorsay est un coupé hippomobile dont le type fut mis au point pour le comte Alfred d'Orsay, au XIXe siècle. Ce n’était donc pas, comme le dit Littré, « une espèce de voiture anglaise », bien que d'Orsay ait été un dandy très connu en Angleterre. 
C'est un coupé à double suspension caractérisé par sa forme bateau. Il ressemble au coupé de ville, mais le siège du cocher fait corps avec la caisse fermée.
Le nom Dorsay fut donné à plusieurs modèles automobiles Fiat (Fiat Tipo 2B Dorsay-Torpedo 1912, Fiat 520 Superfiat DorsayTorpedo 1921).

## Sources
Joseph Jobé, Au temps des cochers, Lausanne, Edita-Lazarus, 1976.  (ISBN 2-88001-019-5)